# Apagado
Der Apagado (auch bekannt unter dem Namen Hualiaque) ist ein 1210 Meter hoher Vulkan in den Anden im Süden von Chile.
Er ist ein spärlich bewachsener pyroklastischer Kegel und befindet sich westlich des Vulkans Hornopirén und südwestlich des Vulkans Yate. Der Apagado besitzt einen gut erhaltenen Zentralkrater mit einem Durchmesser von etwa 360 × 400 Metern. Die Eruptionen des Vulkans sind undatiert.